# Grabczok
Grabczok (1936–1945 Buchendorf (Oberschlesien)) ist eine Ortschaft in Oberschlesien. Grabczok liegt in der Gemeinde Murow im Powiat Opolski in der polnischen Woiwodschaft Oppeln.

## Geographie

### Geographische Lage
Grabczok liegt ca. drei Kilometer südlich vom Gemeindesitz Murow sowie ca. 22 Kilometer nördlich der Kreisstadt und Woiwodschaftshauptstadt Oppeln. Das Straßendorf ist komplett umgeben von weitläufigen Waldgebieten, die zum Landschaftsschutzpark Stobrawski gehören.

### Nachbarorte
Nördlich von Grabczok liegt der Gemeindesitz Murow (poln. Murów). Im Süden liegt der zur Gemeinde Lugnian gehörende Ort Brinnitz (poln. Brynica). Westlich von Grabczok liegt das zur Gemeinde Pokój gehörende Dorf Ładza (dt. Salzbrunn).

## Geschichte

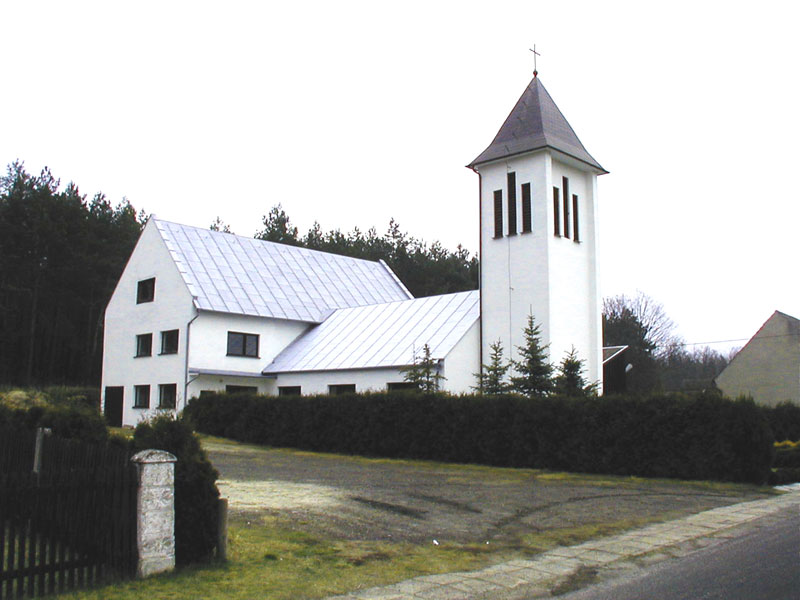
Johannes-der-Täufer-Kirche

Das Grabczok wurde 1772 durch das Kloster Czanorwanz gegründet. Es wurden zunächst zehn Häuser erbaut. Die Siedler wurden beauftragt, Sand für die Glashütte in Murow zu fördern. 1784 wird der Name Grabczok erstmals erwähnt.
1818 wurde eine Schule im Dorf eingerichtet. 1845 bestanden im Dorf eine katholische Schule, eine Unterförsterei sowie 34 weitere Häuser. Im gleichen Jahr lebten in Grabzok 236 Menschen, davon sechs evangelisch. 1874 wurde der Amtsbezirk Murow gegründet, zu dem Grabczok eingegliedert wurde.
Bei der Volksabstimmung in Oberschlesien am 20. März 1921 stimmten 184 Wahlberechtigte für einen Verbleib bei Deutschland und 97 für Polen. Grabczok verblieb beim Deutschen Reich. 1933 lebten im Ort 447 Einwohner. Am 8. Juni 1936 wurde der Ort in Buchendorf (Oberschlesien) umbenannt. 1939 hatte der Ort 470 Einwohner. Bis 1945 befand sich der Ort im Landkreis Oppeln.
1945 kam der bisher deutsche Ort unter polnische Verwaltung, wurde in Grabczok umbenannt und der Woiwodschaft Schlesien angeschlossen. 1950 kam der Ort zur Woiwodschaft Oppeln und 1999 zum wiedergegründeten Powiat Opolski.

## Sehenswürdigkeiten
- Röm.-kath. Johannes-der-Täufer-Kirche
- Dreistöckige Glockenkapelle aus Backstein – 1895 erbaut und später den Gefallenen Soldaten des Dorfes im Ersten Weltkrieg gewidmet
- Jesusstatue am Haus ul. Wiejska 4
- Wegekreuz – 1935 aufgestellt

## Vereine
- Deutscher Freundschaftskreis

## Persönlichkeiten
- Paul Niewalda (1928–2016), deutscher Bibliothekar